# Boursay
Boursay és un municipi francès, situat al departament del Loir i Cher i a la regió de Centre – Vall del Loira. L'any 2007 tenia 223 habitants.

## Demografia

### Població
El 2007 la població de fet de Boursay era de 223 persones. Hi havia 88 famílies, de les quals 24 eren unipersonals (16 homes vivint sols i 8 dones vivint soles), 32 parelles sense fills i 32 parelles amb fills.
La població ha evolucionat segons el següent gràfic:
Habitants censats

### Habitatges
El 2007 hi havia 163 habitatges, 87 eren l'habitatge principal de la família, 68 eren segones residències i 8 estaven desocupats. 154 eren cases i 7 eren apartaments. Dels 87 habitatges principals, 70 estaven ocupats pels seus propietaris, 15 estaven llogats i ocupats pels llogaters i 2 estaven cedits a títol gratuït; 1 tenia una cambra, 4 en tenien dues, 22 en tenien tres, 19 en tenien quatre i 42 en tenien cinc o més. 47 habitatges disposaven pel capbaix d'una plaça de pàrquing. A 45 habitatges hi havia un automòbil i a 36 n'hi havia dos o més.

### Piràmide de població
La piràmide de població per edats i sexe el 2009 era:
| Homes | Edats   | Dones |
| ----- | ------- | ----- |
| 0     | 95 o +  | 1     |
| 0     | 90 a 94 | 0     |
| 1     | 85 a 89 | 3     |
| 2     | 80 a 84 | 3     |
| 3     | 75 a 79 | 1     |
| 6     | 70 a 74 | 5     |
| 3     | 65 a 69 | 7     |
| 6     | 60 a 64 | 1     |
| 6     | 55 a 59 | 6     |
| 7     | 50 a 54 | 10    |
| 5     | 45 a 49 | 5     |
| 13    | 40 a 44 | 11    |
| 8     | 35 a 39 | 7     |
| 7     | 30 a 34 | 5     |
| 4     | 25 a 29 | 3     |
| 0     | 20 a 24 | 0     |
| 6     | 15 a 19 | 5     |
| 14    | 10 a 14 | 7     |
| 7     | 5 a 9   | 10    |
| 4     | 0 a 4   | 11    |

## Economia
El 2007 la població en edat de treballar era de 146 persones, 94 eren actives i 52 eren inactives. De les 94 persones actives 86 estaven ocupades (50 homes i 36 dones) i 8 estaven aturades (4 homes i 4 dones). De les 52 persones inactives 20 estaven jubilades, 13 estaven estudiant i 19 estaven classificades com a «altres inactius».

### Ingressos
El 2009 a Boursay hi havia 93 unitats fiscals que integraven 222 persones, la mediana anual d'ingressos fiscals per persona era de 18.956 €.

### Activitats econòmiques
Dels 8 establiments que hi havia el 2007, 1 era d'una empresa de construcció, 1 d'una empresa de comerç i reparació d'automòbils, 1 d'una empresa d'hostatgeria i restauració, 1 d'una empresa d'informació i comunicació, 1 d'una empresa de serveis, 1 d'una entitat de l'administració pública i 2 d'empreses classificades com a «altres activitats de serveis».
Dels 3 establiments de servei als particulars que hi havia el 2009, 1 era un guixaire pintor, 1 restaurant i 1 agència immobiliària.
L'any 2000 a Boursay hi havia 20 explotacions agrícoles que ocupaven un total de 1.188 hectàrees.

## Poblacions properes
El següent diagrama mostra les poblacions més properes.